# Tian mian jiang
O molho doce de feijão ou tian mian jiang, 甜面酱, é um molho espesso, castanho-escuro ou preto, que se usa para acompanhar o pato-à-pequim. Na culinária mandarim, da região norte da China, o molho é típico por ter como base farinha de trigo, que é a base da alimentação naquela região; por essa razão, também é por vezes chamado “molho doce de farinha” (em inglês, “sweet flour sauce”). O feijão refere-se ao feijão de soja, que entra já fermentado na composição do molho; outra designação é “molho de massa doce” (“sweet noodle sauce”) por ser a base do prato zha jiang mian (massa doce) que possui uma parte do nome do molho.
Embora na composição deste molho entre o açúcar e o sal (por isso, a distinção entre este molho e a “pasta amarela de soja”, de composição muito próxima, seja o “doce”, uma vez que a pasta amarela é considerada mais salgada e menos doce), na culinária mandarim considera-se de melhor qualidade o molho “doce” que não leva açúcar, mas depende da fermentação dos amidos para o sabor. No entanto, os dois molhos são usados, a pasta amarela (黄酱; pinyin: huángjiàng) e a escura, para acompanhar tanto o pato assado, como a “massa doce”.